# 빌헬름 아 브라켈

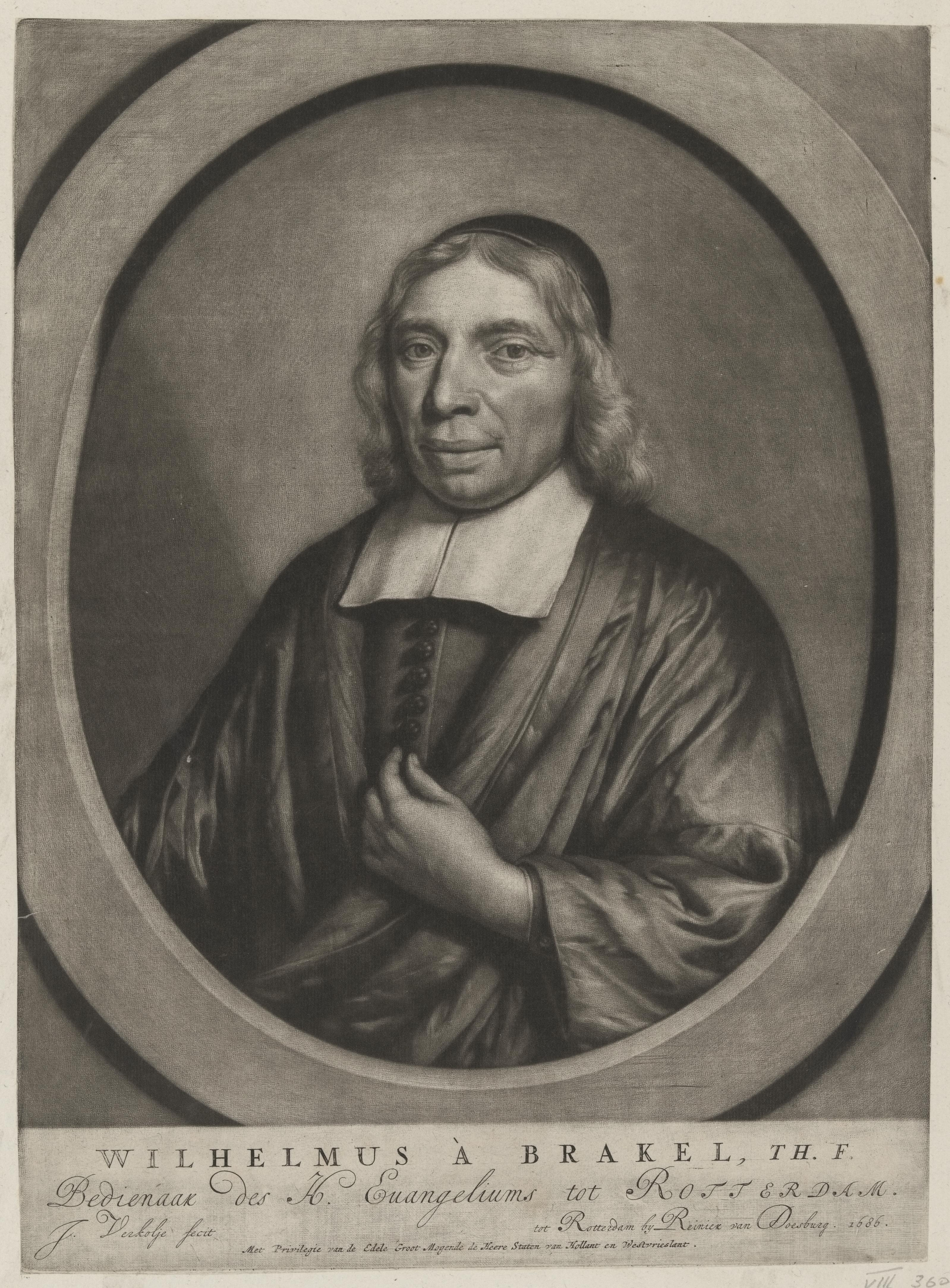

빌헬름 아 브라켈(Wilhelmus à Brakel, 1635-1711)은 청교도적 견해를 가진 네덜란드의 대표적 개혁신학자이다. 그는 Theodorusà Brakel 의 아들이었다. 그는 University of Franeker 와 Utrecht에서 신학을 전공했다. 그는 Exmorra (1662), Stavoren (1665), Harlingen (1670), Leeuwarden (1675), 그리고 1683년 11월까지 로테르담에서 50년동안 다섯 개의 교회를 섬겼다. 브라켈의 저서 <그리스도인의 합당한 예배>(Christian’s Reasonable Service)는 네덜란드의 교회와 신학에 큰 영향을 끼쳤다.

## 저서
- The Christian's Reasonable Service, ed. Joel Beeke. trans. (Grand Rapids: Reformation Heritage Books, 2007) Set of 4 Volumes.